# Hieracium acudentulum
Hieracium acudentulum es una especie de planta con flor del género Hieracium, de la familia Asteraceae, orden Asterales.

## Distribución
Hieracium acudentulum se distribuye por Noruega y Suecia.

## Taxonomía
Fue descrita científicamente por Omang. Fue publicada en Nyt Mag. Naturvidensk. 41: 302 (1903).